# Arthur & Merlin - Le origini della leggenda
Arthur & Merlin - Le origini della leggenda (Arthur and Merlin) è un film del 2015 diretto da Marco van Belle.

## Trama
Nei secoli bui in Inghilterra vi è una tribù sassone che è minacciata da Alberthol, un potente e malvagio druido, che, avendo in pugno il vecchio e malato re Vortigen, complotta di portare la guerra a svantaggio dei Celti.
È qui che entrano in gioco i due protagonisti, Arthur un guerriero bandito dalla propria popolazione, e Merlin, un mago del tutto solitario, che con l'unione delle loro forze in una missione eroica aiuteranno a salvare la loro popolazione.